# Rejon Opolski
Rejon Opolski – jeden z czterech Rejonów Duszpasterskich w rzymskokatolickiej diecezji opolskiej. 
W dniu 31 stycznia 2025 roku Biskup Opolski Andrzej Czaja mianował Księży Dziekanów Rejonów Duszpasterskich i Dziekanów Dekanatów na nową, pięcioletnią kadencję, która rozpocznie się 1 lutego br. i trwać będzie do 31 stycznia 2030 roku.
Dziekanem Rejonu Opolskiego został mianowany ks. mgr Rudolf Świerc, proboszcz Świętych Apostołów Piotra i Pawła w Opolu i dziekan dekanatu Opolskiego.
W skład Rejonu Opolskiego wchodzi dwanaście dekanatów:
- Dekanat Głogówek
- Dekanat Kamień Śląski
- Dekanat Krapkowice
- Dekanat Leśnica
- Dekanat Niemodlin
- Dekanat Opole
- Dekanat Opole-Szczepanowice
- Dekanat Ozimek
- Dekanat Prószków
- Dekanat Siołkowice
- Dekanat Strzelce Opolskie
- Dekanat Ujazd Śląski